# Le Couleur
Le Couleur es una banda de electro-pop franco-canadiense de Montreal, Quebec, que actualmente está formada por Laurence Giroux-Do, Patrick Gosselin, Steeven Chouinard.
En 2010, la banda lanzó su primer álbum, Origami, que tuvo un gran éxito en Europa, así como en Quebec, impulsándolos a la parte superior de las listas de radio independientes de Quebec. Después de un encuentro con el productor francés French Fox, Le Couleur se le acercó para producir su próximo EP. También pidieron a miembros de French Horn Rebellion que participaran en su creación, resultando en un sonido que sigue los pasos de Origami mientras todavía este abrió nuevos caminos. Con su original disco de electro pop francés, Voyage Love EP, lanzado en 2013, llevó a Le Couleur a nuevos niveles de reconocimiento internacional. El grupo fue invitado a tocar una serie de festivales de renombre, incluyendo pero no limitado a Pop Montreal, Liverpool Sound City, y M para Montreal. Amor del viaje”. También fue nominado para el premio GAMIQ (CA) en la categoría "Mejor EP del año".
Después de su primera gira por Europa en 2014, Le Couleur lanzó una nueva pista en noviembre - "Concerto Rock" - el primer single de su próximo EP de Dolce Désir. Le Couleur lanzó su Dolce Désir EP el 17 de febrero de 2015. En 2015, el grupo fue nominado y ganó el premio GAMIQ (CA) en la categoría de "Electronic Music EP del año" por su EP Dolce Désir.

## Discografía

### Álbumes de estudio
- 2010: Origami (Lisbon Lux Records)
- 2016: P.O.P. (Lisbon Lux Records)

### Singles Y EPs
- 2015: Dolce Désir EP (Lisbon Lux Records)
- 2013: Amor de Viaje EP (Lisbon Lux Records)

### Vídeos
| Año  | Vídeo   | Director |
| ---- | ------- | -------- |
| 2013 | "Femme" |          |

## Miembros de la banda
- Laurence Giroux-Hacer (voz)(2010–presente)
- Patrick Gosselin (guitarra, teclado) (2010–presente)
- Steeven Chouinard (Batería) (2010–presente)